# NGC 1536
NGC 1536 est une petite galaxie spirale barrée située dans la constellation du Réticule. NGC 1536 a été découverte par l'astronome britannique John Herschel en 1834.

## Caractéristiques
Sa vitesse par rapport au fond diffus cosmologique est de 1 201 ± 13 km/s, ce qui correspond à une distance de Hubble de 17,7 ± 1,3 Mpc (∼57,7 millions d'al).
À ce jour, une mesure non basée sur le décalage vers le rouge (redshift) donne une distance d'environ 13,400 Mpc (∼43,7 millions d'al). Cette valeur est à l'extérieur des valeurs de la distance de Hubble. Notons que c'est avec la valeur moyenne des mesures indépendantes, lorsqu'elles existent, que la base de données NASA/IPAC calcule le diamètre d'une galaxie et qu'en conséquence le diamètre de NGC 1536 pourrait être d'environ 16,9 kpc (∼55 100 al) si on utilisait la distance de Hubble pour le calculer.
La classe de luminosité de NGC 1536 est III et elle renferme des régions d'hydrogène ionisé.

## Supernova

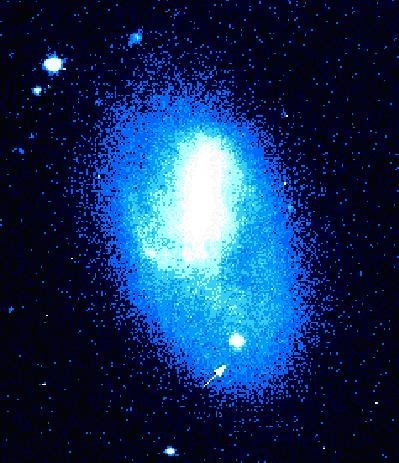
Emplacement de la supernova SN 1997d dans NGC 1536.

La supernova SN 1997D a été découverte dans NGC 1536 le 14 janvier 1997 par l'astronome américaine Duília de Mello (en). Cette supernova était de type IIP.
Deux articles rapportent que la supernova SN 1997D (en) était de type II,, mais on ne s'entend pas sur la masse de l'étoile qui a produit cette explosion. Selon Chugai et Utrobin, il s'agit d'une étoile de masse intermédiaire de 8 à 12 fois celle du Soleil. Selon Turatto et al., c'est plutôt une étoile dont la masse serait comprise entre 25 et 40 fois la masse du Soleil. 

## Groupe de NGC 1566 et groupe de la Dorade
Selon une étude publiée en 2005 par Kilborn et al., NGC 1536 fait partie du groupe de NGC 1566. Ce groupe comprend au moins 23 autres galaxies dont IC 2049, NGC 1543, NGC 1533, IC 2038, NGC 1546, IC 2058, IC 2032, NGC 1566, NGC 1596, NGC 1602, NGC 1515, NGC 1522, IC 2085, NGC 1549, NGC 1553, NGC 1574, NGC 1581, NGC 1617. Le groupe de NGC 1566 fait partie d'un groupe plus vaste, le groupe de la Dorade.
A.M Garcia place aussi cette galaxie dans un groupe plus restreint de 7 galaxies auquel il donne aussi le nom de groupe de NGC 1566. Toutes les galaxies du groupe de NGC 1566 de Garcia font aussi partie du groupe plus vaste de Kilborn et al. Voir l'article détaillé du groupe de la Dorade pour plus de détails.